# Юйцзюлюй Канті
Юйцзюлюй Канті (кит.: 郁久閭康提; д/н — після 553) — східний жужанський каган у 553 році.

## Життєпис
Праонук кагана Нагая. Син Денчжу. Мав жужанське ім'я Куді, яке перетворилося у китайців на Канті. Відомості про нього обмежені. Після поразки і смерті 552 року кагана Анагуя разом з батьком втік до держави Північна Ці.
553 року після загибелі брата Тєфа за дозволом північноціського імператора Ґао Яна повернувся до родинних земель. Того ж року батько, що став новим каганом, загинув внаслідок змови свого радника Афуті. Каганат отримав Канті. Втім через декілька місяців зазнав поразки від тюрок й втік до Північної Ці. Подальша доля невідома. Новим каганом став його стриєчний брат Юйцзюлюй Аньлучень.